# Wirtsberg
Der Wirtsberg ist ein 663,7 m ü. NHN hoher Berg im Vogtland beim Markneukirchner Ortsteil Landwüst.

## Lage und Umgebung
Er liegt als unbewaldete Höhe südöstlich von Landwüst im Elstergebirge. Sein höchster Punkt ist nur etwa 200 m von der Landwüster Kirche entfernt und trägt einen 1986 errichteten, 9,3 m hohen Aussichtsturm, der wegen seiner eigenwilligen Form im Volksmund „Zitronenpresse“ genannt wird. Außerdem befindet sich auf dem Gipfel eine Säule der Königlich-Sächsischen Triangulation von 1876.

## Aussicht
Vom Wirtsberg aus hat man einen eindrucksvollen Rundblick über das Obere Vogtland und angrenzende Gebiete. Im Nordosten sind Schöneck, der Hohe Brand, der Kiel (943,3 m ü. NHN) und der Aschberg (936 m ü. NHN) zu sehen. Weiter östlich folgen das Landesgemeindetal bei Erlbach und bereits in Tschechien die Felsen des eine Höhe von 773,8 m ü. NHN erreichenden Hohen Steins (tschechisch Vysoký kámen). Südlich blickt man ins Egerbecken und weiter westlich sind der Kapellenberg und der Aussichtsturm auf dem Hainberg (tschechisch Háj u Aše) zu sehen.

## Geschichte
Eine alte Straße von Adorf nach Eger verlief durch Landwüst am Wirtsberg vorbei nach Rohrbach, heute Ortsteil von Bad Brambach. Südlich von Landwüst findet man an dieser Straße die „Schwedenschanze“, eine Verteidigungsanlage die wahrscheinlich aus der Zeit des Schmalkaldischen Krieges stammt und 1632 im Dreißigjährigen Krieg verstärkt wurde.

## Wege zum Gipfel
Den Wirtsberg erreicht man von einem Parkplatz an der Landwüster Kirche aus auf ansteigendem Fußweg in weniger als fünf Minuten.